# Burg Keppenbach
Die Burg Keppenbach ist die Ruine einer Höhenburg bei 455,1 m ü. NHN auf einem langgestreckten Bergsporn des Schlossbergs über dem Weiler Sägplatz und dem Ortsteil Reichenbach der Gemeinde Freiamt im Landkreis Emmendingen in Baden-Württemberg.

## Geschichte
1161 wurde Hartmut von Keppenbach (Hartmuot de Keppenbach) als Ministeriale der Zähringer erwähnt. Die Burg wurde Stammsitz der Herren von Keppenbach. 1276 wird die Burg in einem Lehnsbrief erstmals erwähnt. Spätestens ab 1336 war die Burg Keppenbach eine Ganerbenburg, an der auch die Familie Schnewlin einen Anteil hielt.
Nachdem die Keppenbacher zu Raubrittern geworden waren, wurde die Burg 1396 auf Geheiß der Habsburger zerstört, die ihren Machtbereich auf den Breisgau und über Freiburg im Breisgau ausgedehnt hatten. Die Burg wurde durch die Herren von Keppenbach – nun habsburgische Lehnsleute – Anfang des 15. Jahrhunderts wieder aufgebaut. 1525 wurde die Burg im Bauernkrieg erneut zerstört.

## Beschreibung
Die ehemalige Höhenburg war eine kleine, kompakte, dreiseitige Schildmauerburg, die aus einer Ober-, Mittel- und Unterburg bestand mit zweifach geknickter Schildmauer, die eine Stärke von 2,3 Metern und eine Höhe von 7,5 Metern hatte, umgeben von einem Halsgraben mit einer Breite von circa 30 Metern. Sie diente offenbar dem Schutz des Silberbergbaus im Brettenbachtal. Von der ehemaligen Burganlage sind noch erhebliche Mauerreste der Hauptburg erhalten.
Da die Burganlage keinen Bergfried aufweist, wird vermutet, dass der 70 Meter weiter nördlich und 38 Meter unterhalb der Burg stehende Turm als Bergfried zur Anlage gehörte und mit der Vorburg verbunden war.
Funde aus der Burg sind im Heimatmuseum im Ortsteil Ottoschwanden zu besichtigen.
Der Felssockel der Burg ist beim Landesamt für Geologie, Rohstoffe und Bergbau als Geotop registriert. 

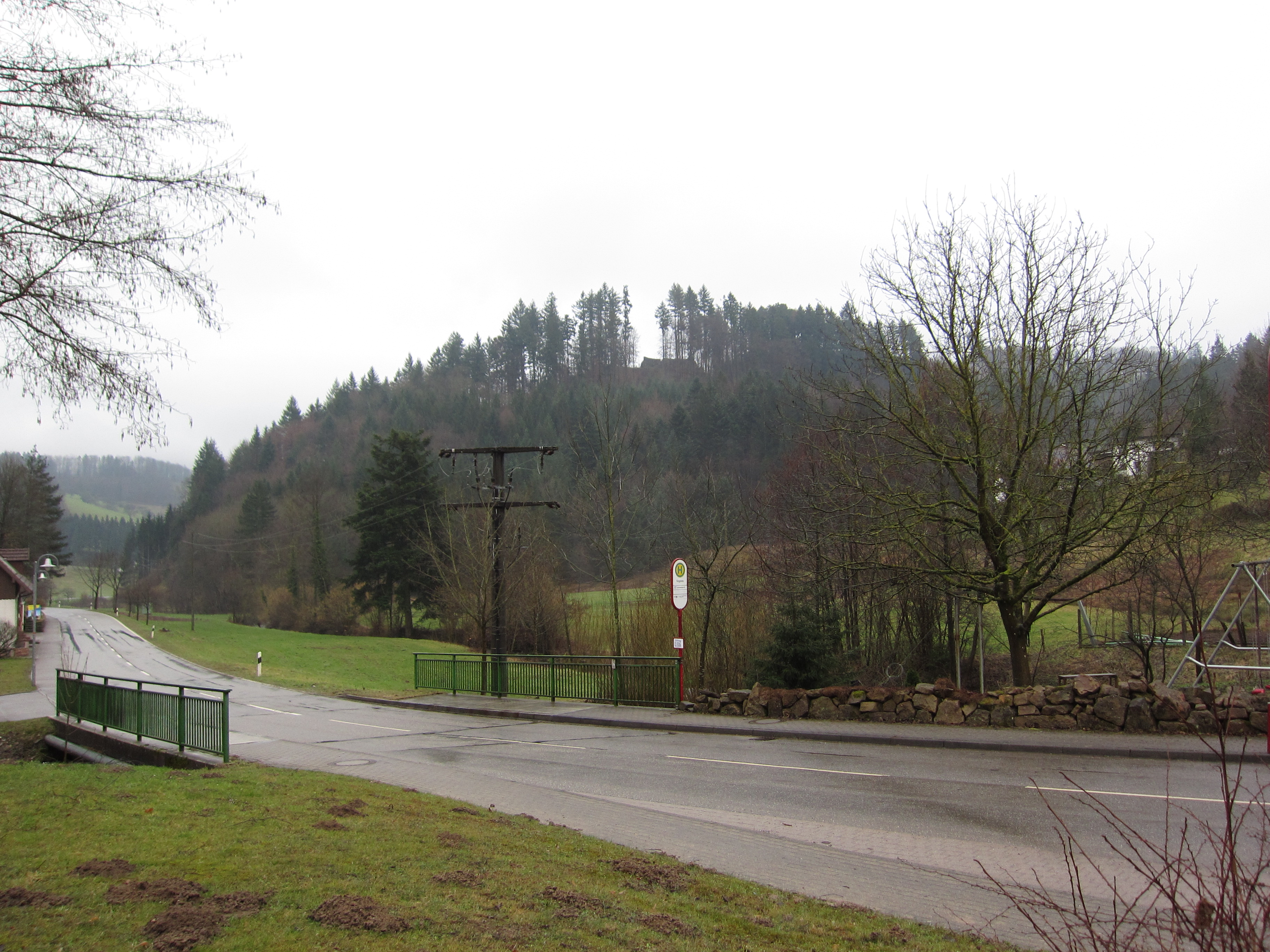
Burg Keppenbach, vom Weiler Sägplatz aus gesehen
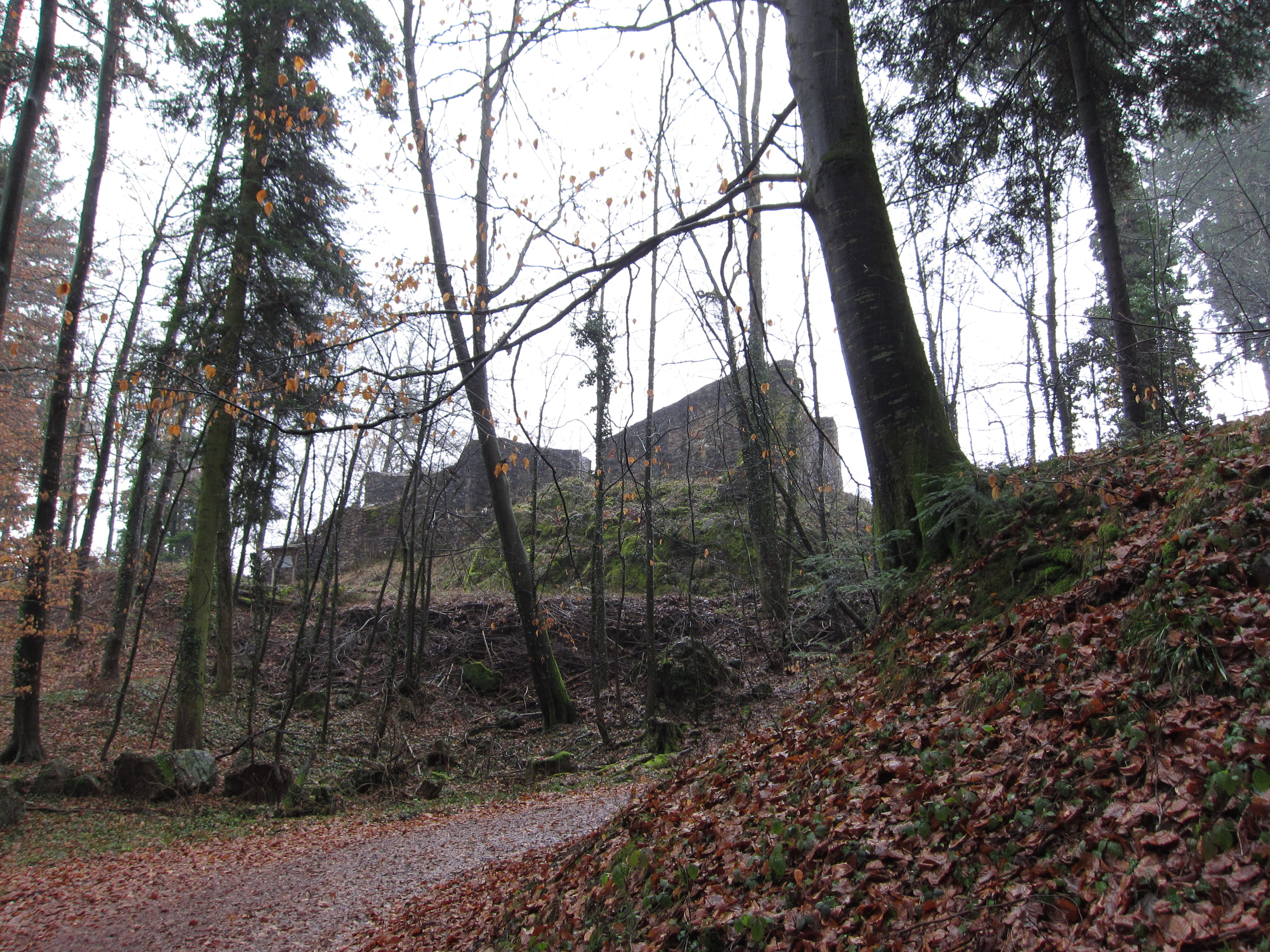
Burg Keppenbach, Ansicht von Westen
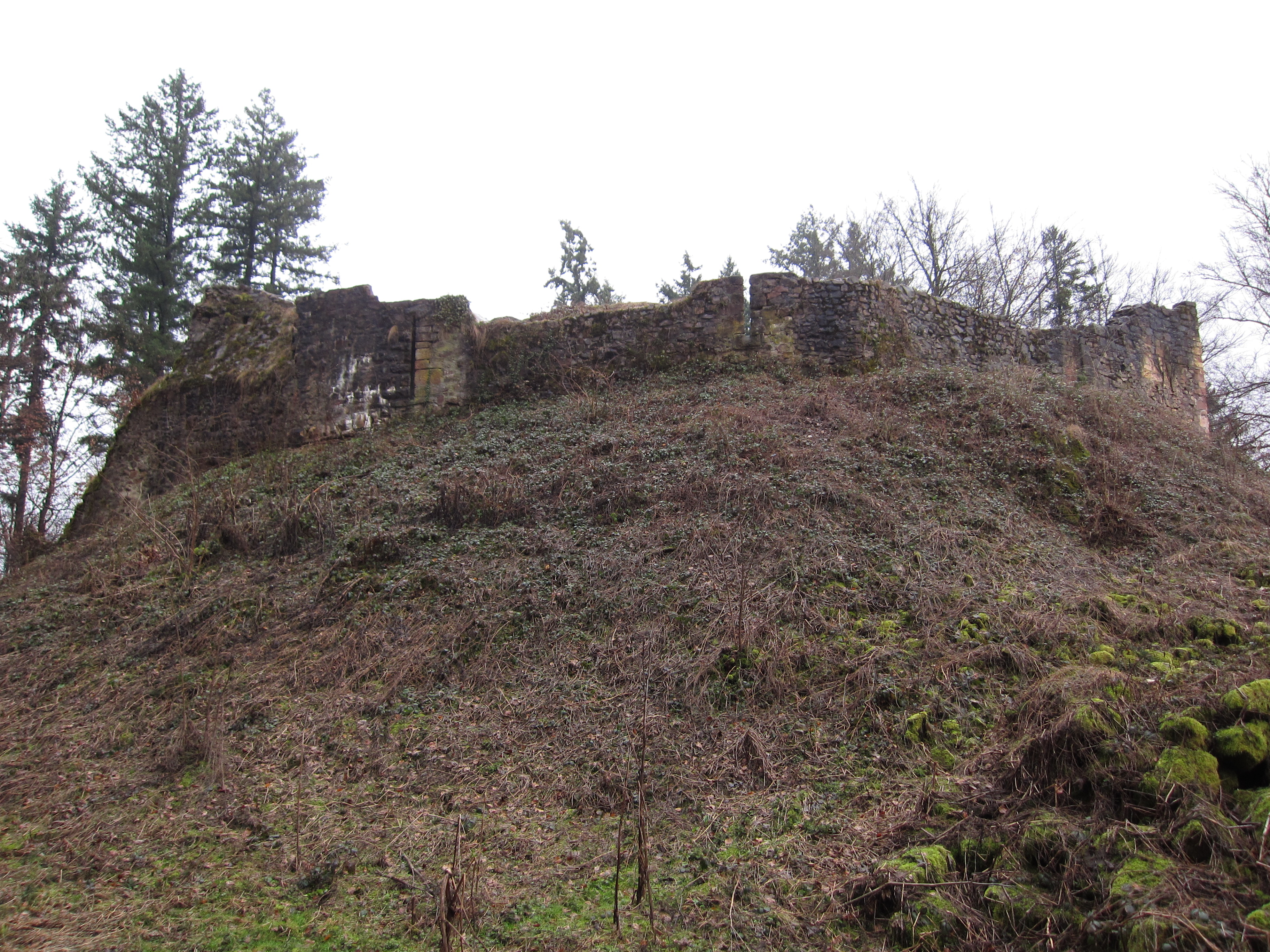
Burg Keppenbach, Ansicht von Süden
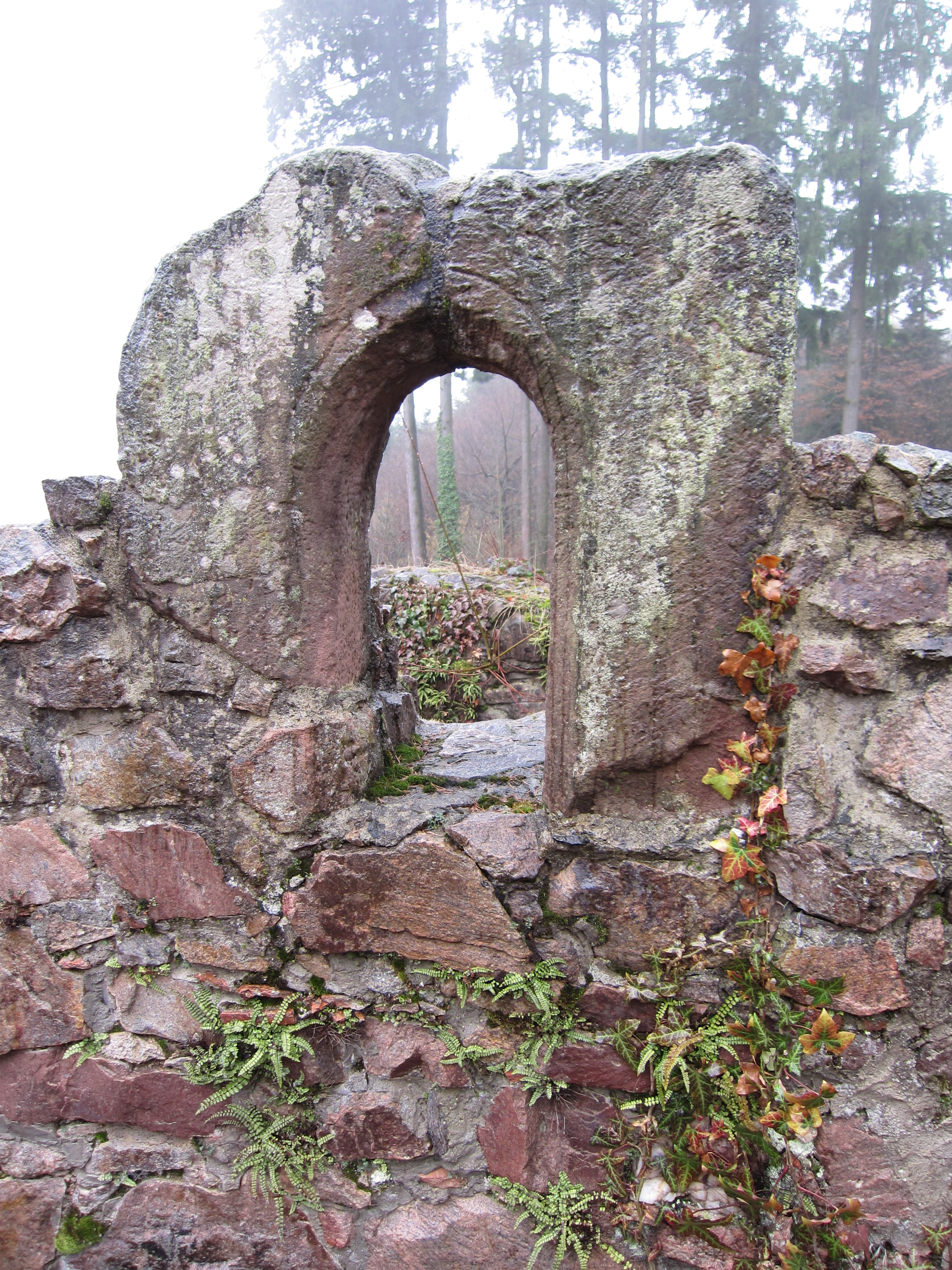
Detail
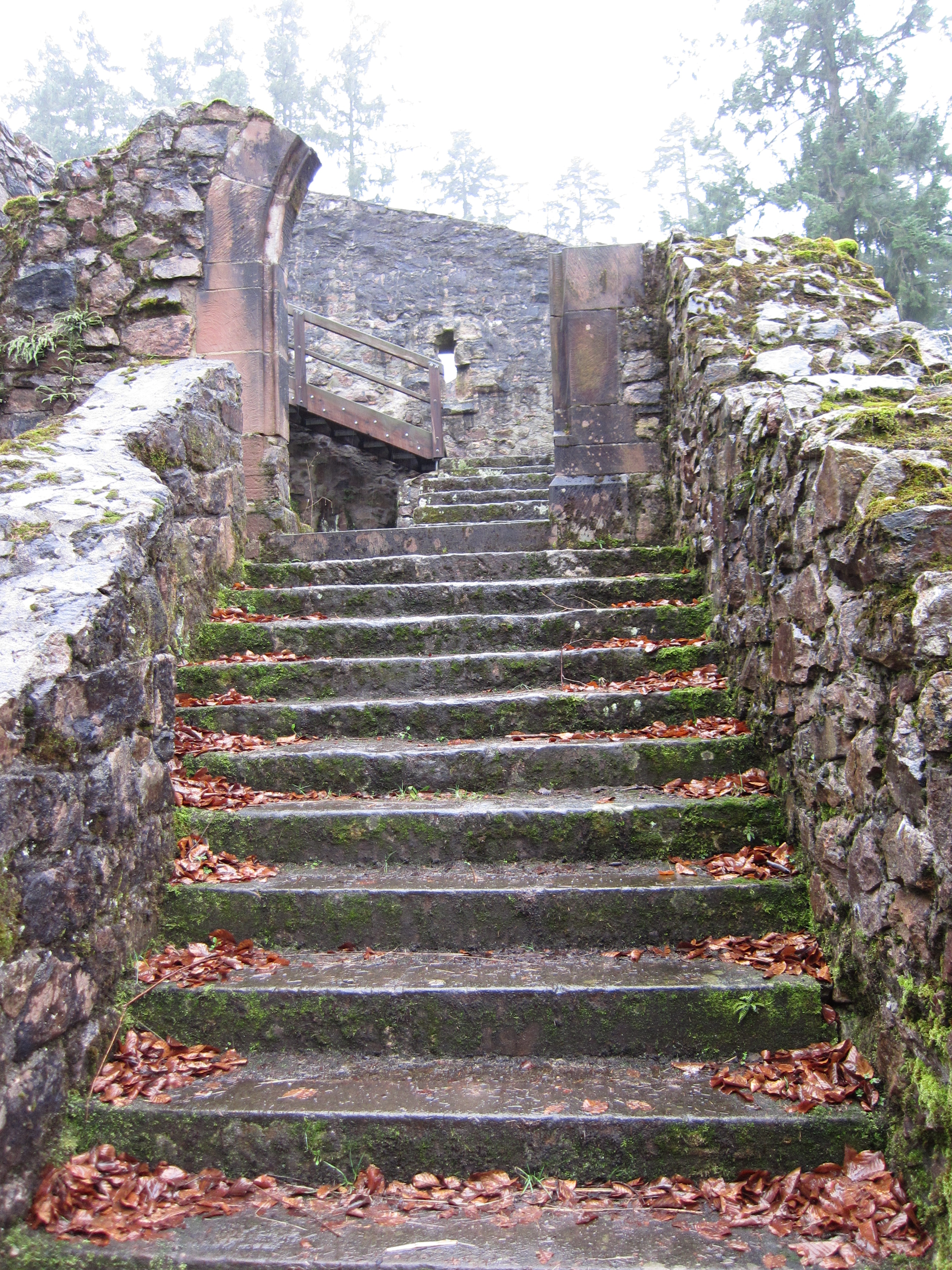
Treppe
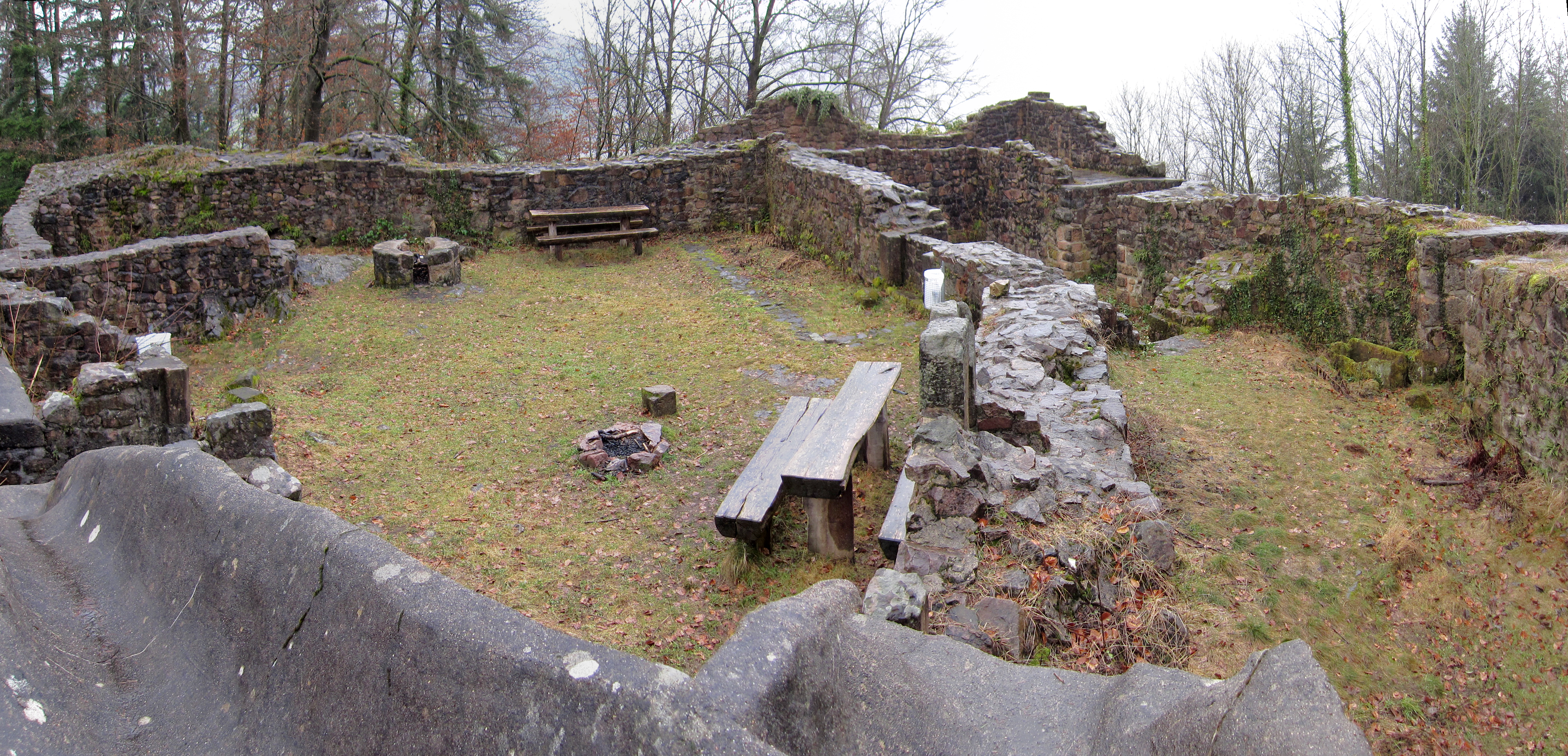
Übersicht über die Anlage